# Cauterets
Cauterets (em occitano e em catalão: Cautarés; em aragonês: Cautarès) é uma comuna francesa na região administrativa de Occitânia, no departamento dos Altos Pirenéus. Estende-se por uma área de 156,84 km². Em 2010 a comuna tinha 912 habitantes (densidade: 5,8 hab./km²). É simultaneamente uma estância de esqui e termal.

## Geografia
A vila situa-se 30 km a sul de Lourdes e 10 km a sul de Pierrefitte-Nestalas, no estreito vale do gave Cauterets, uma torrente de montanha que prolonga os gaves do de Jéret, do Marcadau e dos seus afluentes, o gave de Lutour o gave de Gaube. O vale faz parte do Parque Nacional dos Pirenéus e da vila partem nuemrosos caminhos pedestres que dão acesso a sítios naturais populares entre os turistas, como o Péguère, o Pont d'Espagne,  o lago de Gaube, o Pequeno Vignemale (3 032 m de altitude) ou o pequeno maciço da Fruitière.
A altitude mínima da comuna é 503 metros e situa-se a norte, onde o gave de Cauterets sai do limite da comuna e entra na de Soulom. A altitude máxima é o Pique Longue do  Vignemale, situado na fronteira com a Espanha, e que, com 3 298 m de altitude, é o mais alto dos Pirenéus franceses.
| Comunas limítrofes de Cauterets               |            |                            |
| Saint-Savin, Arcizans-Avant, Arras-en-Lavedan | Uz, Soulom | Villelongue, Chèze, Viscos |
| Estaing                                       |            | Grust, Sazos               |
| (Espanha)                                     | Gavarnie   | Luz-Saint-Sauveur, Gèdre   |

## Etimologia
O “Dictionnaire toponymique des communes des Hautes Pyrénées”, de Michel Grosclaude e de Jean-François Le Nail menciona as seguintes formas do nome da vila:
- Caldarez, c. 1060, cartulário de Saint-Savin; 1077-1078, ibid.; ca 1094, ibid.
- vallem Caldarensem, em latim, 1083-1094, ibid.; 1317
- valle Caldarea, em latim, 1094-1118, ibid.
- de Cautereis, em latim, 1168, bula do papa Alexandre III
- Cautares, 1285
- De Cauteresio, em latim, 1342
- De Cautaresio, em latim, 1379
- Cauteres, 1429
- Cauterez, 1614, Guillaume Mauran
- Cauterés, 1790
- Cauterez, 1790

Curiosamente, o t final é uma erro de grafia, que nunca foi usado antes do século XIX. A etimologia é evidente: a palavra vem do latim villa ou vallis caldarensis, que signfica vila ou vale onde há fontes termais quentes, que originou o gascão los cautarers.

## História
Pré-história e Antiguidade
Nos vales acima de Cauterets foram encontrados vários vestígios da Pré-história e da Proto-história: 11 cromeleques, 4 mamoas-cromeleque, 6 mamoas simples e 5 dólmens. Os cromeleques situam-se quese todos no vale do Marcadau, alguns locais planos e em pastagens.
À parte disso há poucos vestígios do período antes da ocupação romana. Da época galo-romana conhecem-se vestígios de utilização termal das águas de Cauterets, como uma piscina. Na comuna vizinha de Saint-Savin existiu um castro romano e uma villa romana (Palácio Emiliano). No local onde se situa atualmente Cauterets existia a villa Bencer.
Idade Média
No século VIII ou IX, um monge de nome Sabino teria ido viver como eremita no vale. Depois conhecido como São Sabino (em francês: Saint-Savin), os seus milagres e a sua canonização atraíram peregrinos. Foi construída uma abadia em volta do seu eremitério. A abadia teve um hospital em Cauterès, mencionado numa bula do papa Alexandre III em 1168, bem como territórios dados por diversos senhores, como Carlos Magno ou os condes de Bigorre. A abadia foi pilhada e destruída pelos normandos.
Entre 1059 e 1078, Bernardo III, abade de Saint-Savin mandou construir uma piscina chamada bain d'en-haut ("banho de cima). Em volta dela agruparan-se várias cabanas de habitação, que marcaram o início da aldeia de Caouteres. No século XII houve um conflito entre os habitantes do Lavedan e os do vale de Aspe por causa de roubo de animais, no qual morreram vários aspenses. O bispo de Cominges, Bertrand, excomungou os bigorrenses, que se arrependeram e foram então condenados a pagar perpetuamente todos os anos uma multa no dia de Saõ Miguel na igreja de Saint-Savin. Essa multa, chamada "tributo das medalhas" foi paga regualrmente até 1789.
Nessa altura, no fim do século XI, existiam três banhos na área, em diferentes nascentes de água quente e a vila tinha 20 fogos. O conde de Foix Gastão Febo foi curar a sua surdez em Cauterets em 1380.
Idade Moderna
O retorno aos "valores antigos" durante a Renascença impulsionou os banhos e termas. As múltiplas visitas de Margarida de Navarra durante o século XVI tornaram Cauterets famosa. Nesse mesmo século, a abadia de Saint-Savin perdeu o seu prestígio e degradou-se por falta de manutenção. Durante as guerras religiosas, a atividade termalista parou devido às destruições e às guerras contra Espanha.
A construção de estradas transitáveis por carros no século XVIII até La Raillère ajudou a desenvolver o vale. La Raillère tornou-se então a fonte termal da moda graças à publicação de livros sobre as nascentes de Cauterets. No fim desse século foi construído o estabelecimento termal Bruzaud e entre 1818 e 1828 as termas de La Raillère foram reconstruídas em pedra.
Idade Contemporânea

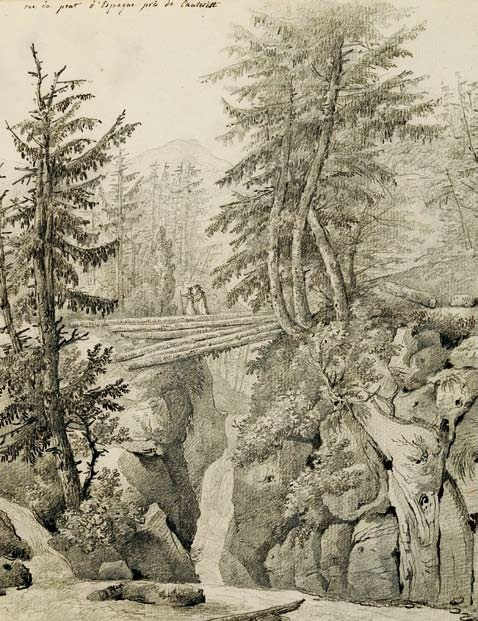
Gravura do Pont d'Espagne da autoria da rainha Hortênsia de Beauharnais

As Termas de César, o Grande Hotel de Inglaterra e o Grande Hotel Continental, de fachadas monumentais, são testemunhas da idade de ouro do termalismo em Cauterets, vivida no século XIX. A moda do termalismo atraiu numerosas personalidades célebres, incluindo alguns membros da família Bonaparte. Hortênsia de Beauharnais, rainha consorte da Holanda, esteve em Cauterets entre 18 de junho e 10 de agosto de 1807. A 25 de julho, a rainha, acompanhada pelos guias Clément, Lacrampe e Martin faz a travessia entre Cauterets e Gavarnie pela Hourquette d'Ossoue. Outros visitantes famosos foram, por exemplo, George Sand, que por ali passou em 1825, Chateaubriand em 1829 e Victor Hugo em 1843. Bernadette Soubirous, doente asmática, também esteve várias vezes em Cauterets entre 1858 e 1859. A 8 de setembro de 1859, o imperador Napoleão III e a sua esposa Eugénia visitaram Cauterets.
A região atraiu também alpinistas famosos. Em 1822, Vincent Chausenque realizou a primeira ascesão do pico que desde então tem o seu nome — Pointe Chausenque (3 204 m de altitude). O conde Henry Russell e outros montanhistas realizaram várias ascensões no vale de Cauterets.
As infraestruturas de transporte desenvolveram-se fortemente, nomeadamente a linha ferroviária entre Lourdes e Pierrefitte, inaugurada em 1871, o elétrico entre Cauterets e La Raillère, que entrou ao serviço em 2 de agosto de 1897, e uma linha elétrica entre Pierrefitte e Cauterets aberta em 1899.
Século XX
No início do século XX, Louis Falisse foi um dos pioneiros do esqui nos Pirenéus. Com Henri Sallenave e Louis Robach, ele efetua as primeiras ascensões do Vignemale e do Aneto em esqui. O pico Falisse (2 765 m), perto da Grande Fache, foi batizado em sua honra. O ski-club de Cauterets foi criado em 1907. Em 1910, o campeonato de esqui de França foi organizado em Eaux-Bonnes e em Cauterets. Em 1918, um dos primeiros guardas do refúgio Wallon foi Pantet; o pico E.-Pantet (2 867 m) foi batizado em sua honra.
Em 1937 foi lançada a ideia de construir um teleférico para desenvolver o esqui, mas o projeto foi adiado devido à Segunda Guerra Mundial. Na década de 1950, quando foram construídas numerosas barragens hidroelétricas na região, Cauterets recusou a construção de várias represas no Pont D'Espagne.
Em 18 de junho de 2013, uma inundação catastrófica destruiu vários edifícios na aldeia e a estrada departamental 920, que liga Cauterets a Pierrefitte-Nestalas, foi destruída pelas correntes do gave de Cauterets

## Património arquitetónico
- Igreja de Notre-Dame — o edifício atual foi inaugurado em 1886, após a demolição da antiga igreja em 1884. Em 1995, a Associação dos Amigos do órgão adquiriu para a igreja uma obra de Pierre Baldi — “Chemin de croix” ("Via Sacra") — que em 1996 ganhou um prémio mundial de pintura sacra.
- Antiga estação ferroviária — É um belo edifício em madeira com aparência de chalé de montanha que desde 1981 está classificado como monumento histórico. Foi construída entre 1897 e 1899 e funcionou como estação até 1949. Atualmente é um local de espetáculos e um pequeno terminal rodoviário. A linha ferroviária elétrica ligava Cauterets a Pierrefitte, numa extensão de 11,2 km com 540 metros de desnível. Atualmente faz parte de um corredor verde com 25 km.[4]
- Antiga estação de teleférico — Foi edificada pelas equipas de Gustave Eiffel.
- Termas de César — Construídas em 1844, foram renovadas em 1999.
- Conjunto constituído pela rua Richelieu e rua de La Raillère — Formam o eixo histórico da aldeia, situado na margem direita do gave de Cauterets. Ali se situam alguns dos hotéis e residências mais emblemáticas da aldeia.
- Chalé Galitzine — datado de 1840.
- Boulevard Latapie-Flurin — Onde se encontram vários edifícios notáveis do fim do século XIX, como o Hotel de Inglaterra, o Hotel Continental e o Casino Club. O Hotel Continental, inaugurado em 1882, é atualmente um edifício de apartamentos e está classificado como monumento histórico desde 1984.[5] O Hotel de Inglaterra foi inaugurado em 1879, tinha 300 quartos e está classificado como monumento histórico desde 1992[6]